# Réforme postale

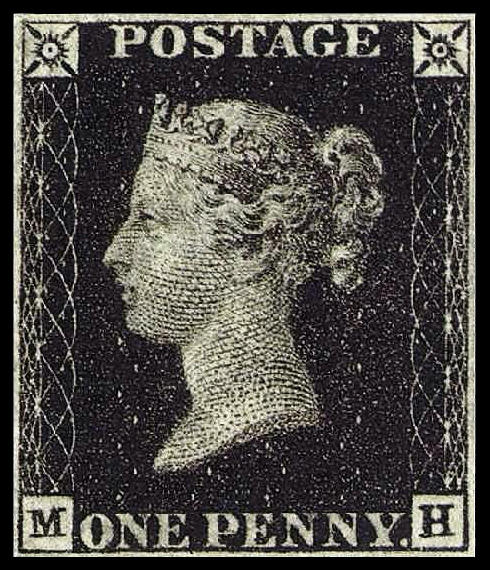
Le Penny Black, premier timbre de l'histoire.

L'expression Réforme postale désigne communément la réforme qui fut adoptée au Royaume-Uni en 1839, puis qui se diffusa dans le monde. Il s’agit de la plus importante des réformes postales : à l'heure de l'industrialisation, elle fait passer de l’Ancien Régime au monde contemporain le transport des lettres, en instaurant simultanément un abaissement considérable du prix du courrier et son paiement anticipé. Le timbre postal en fut l'élément le plus visible.
L'étude de la réforme postale constitue l'un des points importants de l'histoire de la poste et de l'histoire des oblitérations et documents postaux (cf. Histoire postale).
Cette réforme voit d’abord le jour en Angleterre le 26 décembre 1839, avant d’être étendue aux autres pays, et notamment à la France en 1848 (Décret du 24 août 1848).

## La situation antérieure à la réforme postale
Avant la réforme de 1839, le transport des correspondances se payait normalement à l’arrivée et à un prix relativement élevé et susceptible de varier. Ce prix était en effet fonction de la distance parcourue ainsi que du nombre de feuillets (et non de leur poids ou de leur dimension qui eussent mieux correspondu aux frais occasionnés au transporteur). De façon plus globale, et ce depuis au moins le XVe siècle en Europe continentale du moins, la poste était considérée comme liée au droit régalien : le pouvoir prélevait une taxe en échange du service postal qu'il gérait à travers un système de relais.
Ce système a perduré en Europe durant plus de trois siècles.

### La complexité des tarifs postaux
Cette variabilité suivant la distance était commune, notamment, à la Grande Bretagne et à la France. Ainsi une lettre simple (1 feuillet) expédiée de Londres à Portsmouth coûtait-elle 8 pence, tandis que de Londres à Édimbourg, elle atteignait 1 shilling et 1 penny[réf. nécessaire]. De même l’envoi d’une lettre simple de Paris à Rouen coûtait 0,40 Franc, alors que de Paris à Marseille, ce port s’établissait à 1,10 Franc.
Depuis 1627, date du premier tarif général[réf. nécessaire], le port des lettres était fonction de divers paramètres qui varièrent suivant les époques. D'abord du nombre de feuilles, puis du poids, la distance entre le bureau de départ et celui d'arrivée était calculés, suivant les périodes, selon des critères variables : cela pouvait être mesuré par la route des courriers, de point central de département à point central de département, etc.
Le montant du port pouvait soit être payé par l'expéditeur (Port Payé), soit par le destinataire (Port Dû). En règle générale, on laissait au destinataire le soin de payer le port, sauf si l'on écrivait à un notaire, un avocat etc. Il était alors d'usage que l'expéditeur paye.

### Le coût excessif du port des lettres
Ce prix était particulièrement élevé, puisque, en Angleterre, le coût moyen d’une lettre s’élevait à peu près à 85 centimes-or en 1838, soit les trois quarts du salaire journalier d’un ouvrier de cette époque. Le service de la poste était donc censitaire et son usage pratiquement réservé aux seuls privilégiés.
Mais ce service était de plus anti-économique, puisque son coût excessif entravait l’usage de la poste par les commerçants et industriels en pleine expansion.
Au surplus, ce montant abusif non seulement décourageait le recours à la poste des usagers, mais aussi encourageait les transports frauduleux à un moindre prix, et faisait ainsi échapper aux activités de la poste près de la moitié des correspondances en circulation. Ainsi a-t-on estimé qu'en Angleterre, en 1838, 75 millions de lettres ont été transportées frauduleusement, c'est-à-dire autant que de lettres régulièrement transportées et taxées.

### L’inconvénient du port dû (paiement à l’arrivée)
- Les destinataires, qui n’avaient pas toujours sollicité les correspondances à eux adressées, les refusaient fréquemment, compte tenu du prix élevé demandé pour leur délivrance, si bien que le coût aller et retour d’une quantité importante de plis transportés pour rien s’ajoutait aux charges de la poste.
- D’autre part le système du port dû exposait les agents postaux chargés de distribuer le courrier aux destinataires contre paiement de fortes sommes, aux agressions des brigands.

## Le diagnostic de Rowland Hill
Dans un pamphlet publié en 1837 et intitulé The post office reform. Its importance and practibility, Rowland Hill constatait que le revenu des postes britanniques stagnait depuis 20 ans, alors que l’effectif de la population s’était accru, pendant la même période, de 19 à 25 millions d’habitants.
Il en rendait responsable le coût élevé du port des lettres et son recouvrement à l’arrivée, et proposait en conséquence d’y remédier par l'abaissement à 1 penny, mais payable d’avance, du coût d’expédition des correspondances intérieures.
Ainsi estimait-il que le nombre des usagers, artificiellement limité par des taxations abusives, se multiplierait immédiatement, d’autant plus que ceux-ci n’auraient plus aucune raison de frauder, et que progressivement leur nombre s’étendrait si largement, qu’après un certain nombre d’années de déficit dû à l’abaissement de la taxe, les recettes anciennes de la poste seraient rattrapées et même dépassées.
Il se trompa lourdement, il fallut de nombreuses années avant que les recettes de la poste britannique reviennent au niveau d'avant la réforme postale de 1839.

## L’adoption et la mise en œuvre de la réforme postale
La réforme postale proposée avait deux buts :
- économique : réduire la lourde fiscalité pesant sur la circulation des lettres.
- social : permettre aux pauvres de correspondre à moindres frais.

Cette revendication d’un courrier à bas prix était donc fondée simultanément sur des options libérales et sur des options socialistes. Mais elle l’était aussi sur des expériences concrètes de postes locales à 1 penny qui avaient effectivement fonctionné dans le Royaume-Uni. Aussi eut-elle un succès immédiat : Un puissant « lobby » avant la lettre, le « Mercantile Committee » se créa sous la direction de Rowland Hill et lança en faveur de son projet des pétitions qui rassemblèrent près de 4 millions de signatures.
Si bien que, malgré une résistance de la Haute administration postale britannique, basée sur la brutale réduction des recettes immédiatement prévisible en cas d’adoption de la réforme, une loi fut votée par le parlement britannique, le 26 décembre 1839, instituant le « port-payé » à 1 penny.

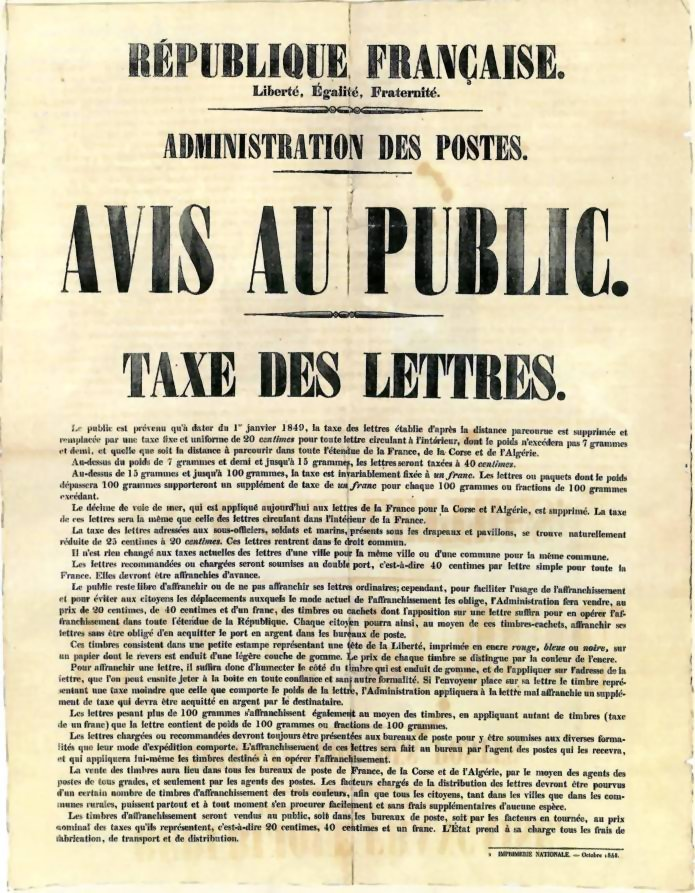
Réforme postale en France, 1849. Affiche des nouveaux tarifs postaux applicables au 1er janvier 1849.

Pour recouvrer auprès des usagers le paiement du port au départ, Rowland Hill avait suggéré la mise à la disposition du public d’un papier timbré postal de 1 penny qui serait imprimé par l’administration financière ou postale, au verso duquel les expéditeurs n’auraient qu’à rédiger leur correspondance, ainsi qu’au recto du pli l‘adresse du destinataire. Il ajouta un peu plus tard à cette proposition, sous l’influence de Chalmers, un timbre poste mobile de 1 penny qui pourrait être collé sur les plis rédigés sur des papiers à lettres privés, pour les usagers qui le souhaiteraient.
C’est ainsi qu’entrèrent en vigueur, le 6 mai 1840, le premier entier postal (l’enveloppe surnommée « Mulready » du nom de son auteur) (cf. Entier postal) et le premier timbre-poste (le « Penny black » à l’effigie de Victoria) (cf. Timbre postal).
Il fallut attendre en France la révolution de 1848 pour que, à l’initiative d’Étienne Arago et de divers parlementaire, grâce au changement politique intervenu à la suite de la révolution de 1848, l’abaissement de la taxe postale soit effectif. Mais le prix de la lettre simple intérieure fut fixé à 20 centimes (c'est-à-dire au double de la taxe anglaise de 1 penny). Son paiement par l'expéditeur donna lieu à l’émission d’un timbre de 20c, noir lui aussi, à coller sur chaque lettre confiée à la poste, avant son envoi.

## Les effets prévus de la réforme postale
La réforme postale engendra, en France comme en Angleterre, un accroissement immédiat du volume du courrier, en même temps que la baisse prévue des recettes.

### Accroissement considérable du volume du courrier
Mais le nombre des correspondances postées ne cessa dès lors d’augmenter dans les deux pays d’année en année :
- en Angleterre : le nombre de lettres expédiées passa de 76 millions de lettres en 1838, à 272 millions en 1845 et à 411 millions en 1853.
- en France : le nombre de correspondances évolua dans le même sens, mais moins fortement qu’en Grande-Bretagne, puisque le prix de la lettre y restait le double de celui pratiqué outre-Manche : Il n’en évolua pas moins de 126 millions en 1845, à 233 millions de lettres, 7 ans après.

Comme, par la suite, l’augmentation du volume du courrier n’allait cesser de se poursuivre, elle fut accompagnée d’une remontée considérable des recettes qui finit dans les deux pays par rattraper puis dépasser les niveaux de recettes antérieurs à la réforme.

## Les conséquences politiques imprévues de la réforme postale
La réforme postale de Rowland Hill a entraîné en outre, et cela est peu connu, la conquête du secret de la correspondance.

### Le secret non respecté des correspondances avant la réforme postale
Avant cette réforme, en effet, une institution surnommée « Le Cabinet Noir » sévissait depuis des siècles dans la plupart des États européens.
Elle y existait depuis l’ouverture des postes royales aux particuliers, accompagnée de l’institution du monopole. Le véritable mobile de cette ouverture avait été, à l'origine, de placer la circulation des correspondances sous le contrôle royal, de façon à mettre fin aux diverses postes particulières des grands seigneurs et prélats ou des universités.
Les agents des postes royales pouvaient ainsi lire ces lettres et en transmettre alors au gouvernement les extraits les plus compromettants. Ceux-ci étaient alors examinés par le monarque en son « Cabinet Noir », ce qui fut à l’origine de nombreuses disgrâces et condamnations.
Cette pratique contraire à la légitimité monarchique, et fustigée, entre autres, par la marquise de Sévigné, était très impopulaire et soulevait l’hostilité de toutes les couches de la population, si bien que nombreux cahiers de doléances des bailliages réclamèrent son abolition en 1789. Cette revendication était si universellement partagée que, dans son rapport de synthèse du 27 juillet 1789, le comte de Clermont-Tonnerre les mit sur le même plan que les lettres de cachet, en ces termes : « La nation française s'élève avec indignation contre les lettres de cachet, qui disposaient arbitrairement des personnes, et contre la violation du secret de la poste, l'une des plus absurdes et des plus infâmes inventions du despotisme ».
Mais l’inquisition postale n’en fut pas moins rétablie par le Comité de Salut Public de la Convention, au nom de « la patrie en danger », pour lutter contre les conspirateurs « ci-devants », alors alliés aux ennemis de la France, puis maintenue par les gouvernants ultérieurs, de Bonaparte à Napoléon III, en passant par Louis XVIII, Charles X et Louis-Philippe.

### L’introduction de l'anonymat par la réforme postale
Cependant l’entrée en vigueur de la Réforme postale porta un coup sérieux et imprévu au Cabinet Noir. En effet elle modifia la manipulation du courrier de telle sorte qu'il allait rapidement devenir impossible aux gouvernements ultérieurs de maintenir l'inquisition postale.Jusqu'en 1854, introduction de la prime à l'affranchissement - le prix d'une lettre était plus élevé si c'était le destinataire qui s'en acquittait, 90 % des lettres étaient toujours envoyé en port dû.
En premier lieu, la Réforme postale rendit inutile le déplacement des expéditeurs à leur bureau de poste pour chaque lettre, puisqu’il devenait possible à n'importe qui d’acheter plusieurs timbres à la fois et de déposer ensuite ses différentes lettres dûment affranchies dans des boîtes spéciales, sans faire la queue au guichet, ni même se rendre jusqu’à la poste Avant la réforme il était possible de jeter une lettre à la boîte, quand elle était envoyée en port dû sans aller au bureau de Poste.
Du même coup, la réforme entraina donc rapidement une multiplication de ces boîtes spéciales, baptisées « boîtes à lettres » et auparavant peu nombreuses en Europe (sauf à Berlin où elles existent depuis 1750) : ainsi, alors qu'aucune n'était signalée en Angleterre avant 1840, et moins d'un millier en France en 1849, leur nombre allait progresser, au point d'atteindre respectivement dans les deux pays, 75 506 et 91 096 unités, en 1925.
Ainsi, se trouva instauré, grâce à l'invention du timbre-poste, l’anonymat dans l’expédition du courrier.
Certes le cabinet noir se maintint-il, un certain temps après la réforme postale. Maxime du Camp signale en effet le cas d’un policier de Napoléon III qui en présence d’un tas de lettres y détectait les plis émanant de suspects, sans « qu'aucune adresse connue ne les ait désignés à son attention » (Maxime du Camp, Souvenir d'un demi-siècle, hachette, Paris 1949, t.1, p. 167)....Alors que c'était en réalité, justement parce que « aucune adresse connue ne les désignait à son attention », que le policier repérait les lettres de suspects !
En effet, à cette époque, les plis transportés étaient en majorité des lettres d’affaires émanant de commerçants ou d’officiers ministériels, pratiquement tous non contestataires. Ces plis, reconnaissables aux cachets de leurs expéditeurs, pouvaient donc être écartés. Quant aux lettres privées la plupart indiquaient au verso l’adresse de leurs expéditeurs, ou en portaient les cachets de cire. C’était donc parmi celles dont le nom de l’expéditeur était occulté qu’il fallait rechercher le courrier des suspects. Et, parmi elles, c'était particulièrement celles revêtues d'écritures soignées qui risquaient d’émaner d’opposants, en un temps où ceux-ci se recrutaient principalement dans l’aristocratie et dans la classe intellectuelle encore très réduite.[réf. nécessaire]

### La multiplication irrésistible du nombre des correspondances
En second lieu ce fut le développement rapide du courrier, qui en 20 ans rendit ce repérage impossible : le volume du courrier avait en effet fini par doubler sous le régime impérial, passant, selon Arthur Maury, de 185 millions de plis transportés en 1853, à 365 millions en 1869. Ainsi le deuxième facteur de la disparition du Cabinet Noir fut-il l'accroissement démesuré du volume de la correspondance, qui, ajouté à l'anonymat, rendit inopérant la sélection par sondage des lettres de suspects.
Ainsi est-ce la réforme postale de Rowland Hill qui a généré les deux facteurs, différés mais inexorables, de la disparition du Cabinet Noir, et donc de la liberté de correspondre, c’est-à-dire l’anonymat de l’expéditeur et le volume accru des correspondances.
Seul désormais l'état de guerre allait légitimer l'ouverture systématique du courrier destiné à l'étranger par la Censure, mais alors de façon officielle et non occulte, et sanctionnée par l'apposition de cachets et de bandes de fermeture.